# Episodi di Nero Wolfe (serie televisiva 1969) (prima stagione)
La prima stagione della serie televisiva italiana Nero Wolfe, composta da quattro episodi suddivisi in otto puntate, è andata in onda dal 21 febbraio al 18 aprile 1969 sul Secondo Programma della Rai.
Nella tabella sottostante sono indicati il numero dell'episodio, il titolo, il romanzo di Rex Stout al quale l'episodio fa riferimento, l'autore della riduzione e sceneggiatura e le date di trasmissione.
| nº | Titolo italiano       | Romanzo                     | Riduzione           | Prima TV Italia     |
| -- | --------------------- | --------------------------- | ------------------- | ------------------- |
| 1  | Veleno in sartoria    | La scatola rossa            | Belisario Randone   | 21–28 febbraio 1969 |
| 2  | Circuito chiuso       | Nero Wolfe sotto il torchio | Margherita Cattaneo | 7–14 marzo 1969     |
| 3  | Per la fama di Cesare | La guardia al toro          | Edoardo Anton       | 21–28 marzo 1969    |
| 4  | Il pesce più grosso   | Nero Wolfe contro l'FBI     | Edoardo Anton       | 11–18 aprile 1969   |

## Veleno in sartoria
- Tratto da La scatola rossa (The Red Box) di Rex Stout
- Prima televisiva italiana: 21 e 28 febbraio 1969
- Titoli delle puntate: La scatola di dolci e Una questione di velluto
- Riduzione e sceneggiatura: Belisario Randone

### Trama
Una modella viene uccisa durante una sfilata di moda. Un confetto pieno di cianuro è la ragione della sua morte. Lew Frost, la cui cugina Helen lavora come modella, assume Nero Wolfe per indagare sull'omicidio. Il giorno dopo Lew Frost cambia idea ma è troppo tardi. Nero Wolfe è già sulla buona strada e con l'aiuto di una misteriosa scatola rossa risolverà il caso.
- Interpreti: Carla Gravina (Helen Frost), Marisa Bartoli (Thelma Mitchell), Cecilia Todeschini (Molly Lauck), Andrea Lala (Lew Frost), Aroldo Tieri (Boyden Mac Nair), Renzo Palmer (Ispettore Cramer), Barbara Landi (signora Lamont), Raffaele Giangrande (Dudley Frost), Marina Berti (Callie Frost), Massimo Serato (Claude Gebert), Franco Odoardi (agente Pat), Tullio Valli (sergente Muffin), Oscar Andriani (Beniamino Beach), Gabriele Polverosi (tenente Rowcliff)

## Circuito chiuso
- Tratto da Nero Wolfe sotto il torchio (If Death Ever Slept) di Rex Stout
- Prima televisiva italiana: 7 e 14 marzo 1969
- Titoli delle puntate: Archie Goodwin segretario ed investigatore e Un altro omicidio in casa Jarrel
- Riduzione e sceneggiatura: Margherita Cattaneo

### Trama
Il miliardario Otis Jarrell assume Nero Wolfe perché lo liberi di sua nuora, ritenuta colpevole di compromettere gli affari vendendo informazioni sensibili alla concorrenza. Poiché Archie e Wolfe sono nel bel mezzo di uno dei loro puntuali litigi, è deciso che Archie vada a vivere nell'attico di Jarrell sulla Fifth Avenue, nelle vesti del suo nuovo segretario. Mentre Archie è via, Orrie prende posto alla sua scrivania. Il caso prende quasi subito una piega preoccupante quando una pistola carica scompare dallo studio di Jarrell. Il giorno seguente l'ex segretario del miliardario viene ritrovato cadavere da Archie nel suo appartamento. Wolfe si trova nella delicata posizione di dover tacere il furto della pistola alla polizia, pur sapendo che ci sono buone probabilità che sia in effetti l'arma del delitto e che il colpevole sia uno degli occupanti dell'attico.
- Interpreti: Mario Pisu (Otis Jarrell), Marzia Ubaldi (Trella Jarrell), Romina Power (Lois Jarrell), Umberto D'Orsi (Roger Foote), Pierluigi Zollo (Wyman Jarrell), Barbara Valmorin (Nora Kent), Luciano Tacconi (Corey Brigham), Laura Tavanti (Susan Jarrell), Germano Longo (Jim Eber), Giancarlo Fantini (maggiordomo), Vittorio Zizzari (agente di Horland), Tino Schirinzi (procuratore), Benedetto Nardacci (annunciatore TV), Emilio Marchesini (guardia civica), Giancarlo Bonuglia (stalliere), Alfredo Dari (carrozziere), Margherita Simoni (assistente di Doll Bonner), Vittoria Dal Verme (Doll Bonner)

## Per la fama di Cesare
- Tratto da La guardia al toro (Some Buried Caesar) di Rex Stout
- Prima televisiva italiana: 21 e 28 marzo 1969
- Titoli delle puntate: Cesare un toro non comune e L'esito della scommessa
- Riduzione e sceneggiatura: Edoardo Anton

### Trama
Un ricco proprietario di una catena di ristorazione, Thomas Pratt, compra un toro campione ad un prezzo spropositato, con lo scopo chiaramente pubblicitario di allestire un barbecue ad invito. Gli allevatori locali sono in fermento per evitare che il toro faccia quella brutta fine. Nero Wolfe si trova a casa Pratt in seguito ad un incidente occorso alla sua auto mentre stava portando le sue orchidee ad un'esposizione, ed è accompagnato dal fido Archie Goodwin. Clyde Osgood, figlio di un rivale di Pratt, viene trovato morto vicino al toro dopo aver scommesso diecimila dollari con Pratt che non sarebbe riuscito ad allestire il barbecue con quel toro. Il padre di Clyde è sicuro che non si tratti di un fatale incidente. Wolfe si trova così ingaggiato per scoprire cosa sia veramente successo. Wolfe intuisce l'accaduto quasi immediatamente, ma ha bisogno di prove. Altri tristi eventi e colpi di scena si susseguiranno. Wolfe appare privo della tranquillità e degli agi casalinghi, oltre che delle risorse umane che solitamente chiama in suo aiuto a New York. Inoltre si trova a scontrarsi con le reticenze, la diffidenza, le rudezze e l'impulsività della gente di campagna, a partire dai suoi ospiti e per finire al procuratore distrettuale.
- Interpreti: Antonio Rais (Dave), Gabriella Pallotta (Lily Rowan), Aldo Giuffré (Thomas Pratt), Umberto Ceriani (Jimmy), Amos Davoli (Daniel Benneth), Silvio Spaccesi (Cullen), Franco Sportelli (Mac Millan), Giorgio Favretto (Clyde Osgood), Nicoletta Languasco (Nancy Osgood), Ezio Marano (Howard Bronson), Carlo Landa (agente), Lucio Rama (Frederick Osgood), Luigi Montini (procuratore Waddell), Antonio Meschini (sceriffo Darth), Vittorio Duse (Dick), Jole Cappellini (prima donna), Marisa Piergiovanni (seconda donna), Attilio Dottesio (primo allevatore), Ezio Rossi, (proprietario bestiame), Erminio Spalla (secondo allevatore), Antonello Pischedda (stalliere), Alfredo Sernicoli (ragazzo)

## Il pesce più grosso
- Tratto da Nero Wolfe contro l'FBI (The Doorbell Rang) di Rex Stout
- Prima televisiva italiana: 11 e 18 aprile 1969
- Titoli delle puntate: Un'indagine intrigante e Nero Wolfe contro l'FBI
- Riduzione e sceneggiatura: Edoardo Anton

### Trama
Nero Wolfe è ingaggiato perché spinga l'FBI ad interrompere qualsiasi operazione inerente su una miliardaria anziana che ha inviato a giornalisti e personalità pubbliche diecimila copie di un libro aspramente critico circa il Bureau ed il suo presidente, J. Edgar Hoover. L'impresa sembra disperata ma Wolfe avrà degli alleati insospettati e finirà per imbattersi nel caso dell'uccisione di un giornalista, Morris Althaus, che stava preparando un articolo sugli abusi dell'FBI. La soluzione del caso potrebbe fornire all'investigatore un'arma formidabile contro gli uomini del Bureau, sospettati di essere coinvolti nell'omicidio.
- Interpreti: Paola Borboni (signora Bruner), Silvia Monelli (signorina Dacos), Adolfo Geri (dottor Wollmer), Eliana D'Alessio (cameriera d'albergo), Lia Angeleri (signora Althaus), Maria Teresa Vianello (Miriam Hinckley), Enrico Luzi (Quayle), Ugo Pagliai (Arthur Yarmack), Giorgio Bonora (primo G-Man), Cesare Gelli (secondo G-Man), Laura Faina (una donna), Evar Maran (Franck Odell), Bruno Smith (Jarvis), Simone Mattioli (Kirby), Fernando Cajati (Wragg), Antonio La Raina (primo camionista), Paolo Lombardi (secondo camionista), Arnaldo Bagnasco (agente Bill)